# Institucije Evropske unije
Institucije Evropske unije predstavlja sedem izvršnih teles Evropske unije (EU). Naštete so v 13. členu Pogodbe o Evropski uniji ter vključujejo Evropski parlament, Evropski svet, Svet Evropske unije, Evropsko komisijo, Sodišče Evropskih skupnosti, Evropsko centralno banko in Računsko sodišče. Razlikujejo se od agencij Evropske unije.

## Zgodovina
Večina institucij EU je bila ustanovljenih z Evropsko skupnostjo leta 1958. Večina sprememb od takrat je šla v smeri podeljevanja več moči Evropskemu parlamentu in manj Svetu. Vloga Komisije je pogosto bila posredovanje med dvema in je služila kot jeziček na tehtnici.
Vendar Komisija postaja čedalje bolj odgovorna Parlamentu: leta 1999 je parlament izsilil odstop Santerja Commissioneja in Barrosovo komisijo leta 2004 prisilil k spremembam pri predlaganih kandidatih.
Razvoj institucij s postopnimi spremembami pogodb in dogovorov, je dokaz, da je strukturna evolucija EU bila brez "dokončnega načrta". Nekateri glede institucij trdijo podobno, kot Tom Reid, novinar pri Washington Postu, ki je dejal, da "ne bi nihče namerno oblikoval tako zapletene in odvečne vlade, kot jo ima EU".

### Razvoj sPariško pogodbo
Prve institucije so bile ustvarjene na začetku petdesetih let 20. stoletja, z nastankom Evropske skupnosti za premog in jeklo (ESPJ), ki je temeljila na Schumanovi deklaraciji, med šestimi državami podpisnicami. Cilj ESPJ je bil, da združi premogovno in jeklarsko industrijo, ki igrata pomembno vlogo v vojni, pod nadzor supranacionalistične oblasti s ciljema zagotavljanja miru in gospodarskega napredka. Ustanovljene so bile prve institucije. Osrednja institucija je bila "Visoka oblast" s supranacionalnimi močmi v skupnosti. Zakonodaja, ki jo je uveljavljala ta institucija, je bila opazovana s strani Sodišča Evropskih skupnosti, ki je zagotavljalo, da se je spoštovala, in ki je o njej razsojalo.
Med pogajanji sta bili ustanovljeni še dve nadzorniški instituciji, ki bi naj služili kot protiutež Visoki oblasti. "Skupščina", kot jo je predlagal Jean Monnet, bi spremljala in nadzirala Visoko oblast. Da bi imela demokratično legitimnost, je bila sestavljena iz 78 nacionalnih poslancev. Druga institucija je bila Svet Ministrov, za katero so se zavzemale predvsem manjše države. Predstavljala naj bi intragovernmentalistični del in bi skrbela za večje usklajevanje med nacionalnimi zakonodajami ter tistimi, ki so bile predlagane s strani Visoke Oblasti.

### Ustanovitev in spremembe
Leta 1957 je Rimska pogodba vzpostavila dve podobni skupnosti za ustvarjanje enotnega skupnega trga (Evropska gospodarska skupnost) in za sodelovanje pri jedrski energiji (EURATOM). Te tri institucije so si delile Sodišče Evropskih skupnosti, vendar so imele ločene svete in Visoke oblasti, ki so se v teh skupnostih imenovale komisije. Francoska vlada je postajala skeptična glede supranacionalizma in je želela omejiti moč Visoke oblasti v novih skupnostih. To so želeli doseči tako, da bi dali svetu večjo vlogo pri nadzoru izvrševanja.
Tri skupnosti so se z Združitveno pogodbo, podpisano leta 1967, združile v Evropske skupnosti. Institucije so se prenesle iz Evropske gospodarske skupnosti (tako je komisija te skupnosti postala neposredni predhodnik trenutne komisije).
S podpisom Rimske pogodbe, bi skupščina (ki se je sprva preimenovala v Parlamentarno skupščino, kasneje pa v Evropski parlament), naj bila izvoljena, a je Svet uspel to preložiti vse do leta 1979. Od takrat je pridobil več moči z nasledstvenimi pogodbami. Maastrichtska pogodba je ravno tako povečala moč Sveta in mu dala ključno vlogo v tristebrnem sistemu EU, ki je temeljil na intergovernmentalnih principih.
Lizbonska pogodba, ki je v veljavo vstopila leta 2009, je združila skoraj vsa področja (vključno s proračunom) s postopkom soodločanja (preimenovan "običajni zakonodajni postopek") in na ta način povečala moč Parlamenta. Pravila porazdelitve sedežev v parlamentu so se tudi spremenila v formuliran sistem. Mesto Visokega predstavnika se je združilo z mestom  Evropskega komisarja za zunanje zadeve in se pridružilo Komisiji. Imenovanje Predsednika Komisije je tako postalo odvisno od zadnjih volitev v EU. Svet ministrov je sprejel določbe, kjer je bolj štela kvalificirana večina, Evropski svet pa je postal ločena institucija s stalnim predsednikom. Sodišču Evropskih skupnosti so v manjši meri spremenili ime ter izvedli nekatere manjše prilagoditve, Centralna banka pa je postala polnopravna institucija.

## Pregled
Tri institucije, ki so odgovorne za sprejemanje zakonov in sprejemanje odločitev tvorijo ožji institucionalni trikotnik. To so Svet Evropske unije, Evropska komisija in Evropski parlament. V ožji okvir še spadata Evropski svet in Sodišče EU, čeprav nista del institucionalnega trikotnika. V širši okvir trikotnika spadajo svetovalna telesa kot sta Ekonomsko-socialni odbor in Odbor regij, nadzorni in preiskovalni organe kot sta Računsko sodišče in Varuh človekovih pravic ter operativne institucije kot sta Evropska centralna banka in Evropska investicijska banka ter Agencije Evropske unije (ki so del širšega okvira institucionalnega trikotnika, vendar niso institucije EU).
| Evropski svet - Daje pobude in direktive - | Svet Evropske unije - Zakonodajna oblast - | Evropski parlament - Zakonodajna oblast - | Evropska komisija - Izvršilna oblast - |
| Člani Evropskega sveta 2011 | EU Council room | Evropski parlament | Zgradba sedeža Evropske komisije |
| - zbor vodij držav ali vlad s predsednikom Evropskega sveta in predsednikom Evropske komisije. - daje potrebne politične usmeritve za razvoj unije in določi njene glavne cilje in prioritete - ne predlaga zakonov - sedež v Bruslju | - skupaj s parlamentom predstavlja zakonodajno oblast - s parlamentom si deli nadzor nad proračunom - zagotavlja koordinacijo ekonomske in socialne politike in usmerja Skupno zunanjo in varnostno politiko (SZVP) - sklepa mednarodne pogodbe - sedež v Bruslju | - skupaj s Svetom deluje kot del zakonodajne oblasti - s Svetom si deli nadzor nad proračunom in ga potrjuje - izvaja demokratičen nadzor nad institucijami, vključno z Evropsko komisijo, katere člane potrdi - plenarna zasedanaj tudi v Strasbourgu, v glavnem zaseda v Bruslju | - predstavlja izvršilno oblast - Parlamentu in Svetu daje predloge za novo zakonodajo - implementira zakonodajo - upravlja s proračunom - zagotavlja skladnost z Evropskim pravom ("varuh pogodb") - se pogaja o mednarodnih pogodbah - sedež v Bruslju |

| Sodišče Evropskih skupnosti - Sodna oblast - | Evropska centralna banka - Centralna banka - | Evropsko računsko sodišče - Nadzor nad financami - |
| ECJ room | European Central Bank | ECA building |
| - zagotavlja, da se pravo EU interpretira in pravilno izvaja v vseh državah članicah - ima moč odločanja o sporih med državami članicami, institucijami, podjetji in posamezniki - sedež v Luksemburgu | - skupaj z nacionalnimi centralnimi bankami predstavlja Evropski sistem centralnih bank in tako določa monetarno politiko evroobmočja - vzdržuje cene v evroobmočju z nadzorom denarnih sredstev - sedež v Frankfurtu | - izvaja nadzor nad vsemi transakcijami ter zagotavlja njihovo legalnost in pravilnost - preverja vse dohodke in stroške - nadzoruje pravilnost implementacije proračuna - sedež v Luksemburgu |

## Seznam
Obstajajo tri politične institucije, ki imajo izvršilno in zakonodajno moč v Uniji. Svet Evropske unije predstavlja vlade, Parlament predstavlja državljane in Evropska komisija zastopa evropske interese. Dejansko Svet Evropske unije, evropski Parlament ali kdo drug, predlaga zahtevo za zakonodajo Komisiji. Komisija nato ustvari osnutek zakonodaje in ga predstavi Parlamentu in Svetu Evropske unije, ki morata v večini primerov dati svoje soglasje. Čeprav je narava tega odvisna od zakonodajnega postopka v uporabi, ko je potrjena in podpisana s strani obeh teles, postane zakon. Komisija ima dolžnost, da zagotovi, da se ta zakonodaja izvaja, da skrbi za dnevne posle Unije ter da v primeru da nekdo krši zakonodajo, to zadevo preda Sodišču. Izdaja Uradnega imenika Evropske Unije leta 2014 kaže, da je 33% uradnikov na višjih stopnjah žensk.

### Evropski parlament
Glavni članek: Evropski parlament
Evropski parlament (EP) si deli zakonodajno moč in nadzor nad proračunom s Svetom Evropske unije (ne sme se ga zamenjevati z Evropskim svetom). Njegovih 751 članov je izvoljenih vsakih pet let na splošnih volitvah in se v parlamentu združujejo glede na politično pripadnost. Predstavljajo skoraj 500 milijonov državljanov (kar predstavlja drugo največje demokratično volilno telo na svetu) in so edini organ Unije, ki je izvoljeno na neposrednih volitvah. Kljub temu, da je parlament del enega izmed dveh zakonodajnih organov unije, ima v nekaterih pomembnih zadevah manjšo moč v primerjavi s Svetom in nima pristojnosti zakonodajne pobude. Vendar pa je v njegovi pristojnosti nadzor Komisije, nekaj kar ni v pristojnosti Sveta. Njegova demokratična narava in rast pristojnosti sta ga po mnenju nekaterih naredila enega izmed najmočnejših zakonodajalskih organov na svetu.
Predsednik parlamenta je Martin Schulz (S&D/PES), ki so ga člani parlamenta izvolili leta 2012.

### Evropski svet
Glavni članek: Evropski svet
Evropski Svet je skupina voditeljev držav ali vlad držav članic EU. Sestaja štirikrat letno, da pripravi agendo in splošne usmeritve Unije. Po vsakem srečanju predloži poročilo Parlamentu.  Predsednik Evropskega Sveta je oseba, ki je odgovorna za vodenje in nadaljevanje dela institucije, ki je bila opisana kot najvišje politično telo Evropske unije.
Trenutni predsednik je Donald Tusk.

### Svet Evropske unije
Glavni članek: Svet Evropske unije
Svet Evropske unije (neuradno znan kot Sveta ministrov ali kar Svet) je organ, ki ima zakonodajna in nekatera omejena izvršilna pooblastila, in je tako glavni organ odločanja v Uniji. Njegovo predsedstvo rotira med državam članicam vsakih šest mesecev, vendar tri predsedstva sodelujejo na skupnih programih. To telo je ločeno od Evropskega sveta, ki je podobno telo, vendar sestavljeno iz nacionalnih voditeljev.
Svet sestavlja osemindvajset nacionalnih ministrov (eden za vsako državo članico), vendar se sestaja v različnih oblikah, odvisno od teme. Če je obravnavana tema na primer kmetijstvo, je Svet sestavljen iz nacionalnih ministrov vseh držav članic, ki so pristojni za kmetijstvo.
Predstavljajo svoje vlade in odgovarjajo lastnim nacionalnim političnim sistemom. Glasovi so sprejeti bodisi soglasno bodisi z večino, ki je sorazmerna glede na število prebivalcev posaemznih držav. V teh različnih oblikah, si Svet deli zakonodajno moč in nadzor nad proračunom skupaj s Parlamentom, vodi pa tudi Skupno zunanjo in varnostno politiko (SZVP).
Svetu od 1. julija 2016 predseduje Slovaška.

### Komisija
Glavni članek: Evropska komisija
Evropska komisije (EK) predstavlja izvršno oblast Unije. Je organ, sestavljen iz predstavnikov držav članic. Trenutno sestavo predstavlja 28 članov. Komisija je zasnovana tako, da je neodvisna od nacionalnih interesov. Organ je odgovoren za pripravo vse zakonodaje Evropske Unije in ima skoraj monopol nad tem, da predlaga novo zakonodajo. Vodi tudi dnevne posle Unije in ima dolžnost uveljavljanja zakonodaje in pogodb (v tej vlogi, je znan kot "Varuh pogodb").
Komisijo vodi predsednik, imenovan s strani Sveta (v praksi Evropskega Sveta) in potrjen s strani Parlamenta. Preostalih 27 komisarjev, imenujejo države članice, o čemer se posvetujejo s predsednikom ter imajo vsaka svoj portfelj, ki jim ga predsednik Komisije določi. Svet nato sprejme ta seznam kandidatov za komisarje. Soglasje glede članstva Komisije ni področje, kjer bi bilo zahtevano soglasje, ampak se ga določi v skladu z glasovanjem s kvalificirano večino. Evropski parlament nato zasliša kandidate za komisarje ter o njih glasuje. Zaslišanja posameznih kandidatov so opravljena ločeno, na koncu pa se glasuje o potrditvi komisije kot celote in ne o potrditvi posameznih komisarjev. Ko Parlament odobri komisijo, sme ta pričeti z delovanjem. Trenutni predsednica Komisije je Ursula von der Leyen, od 1. decembra 2019.

### Sodišče pravice Evropske unije
Sodišče pravice Evropske Unije (Sodišče Evropske unije) predstavlja sodno vejo oblastu EU. Odgovorno je za interpretacijo prava EU in pogodb. Sestavljajo ga: Sodišče pravice, Splošno sodišče in Sodišče za uslužbence EU.
Sodišče se nahaja v Luksemburgu.

### Evropska centralna banka
Glavni članek: Evropska centralna banka
Evropska centralna banka (ECB) je centralna banka za evroobmočje (torej za države, ki so sprejele valuto euro) in ima nadzor nad monetarno politiko tega območja, vzdržuje cene in podpira splošno splošno ekonomsko politiko Unije in njene cilje.
Je središče evropskega sistema centralnih bank , ki zajema vse evropske nacionalne banke. Banko upravlja na nadzorni odbor guvernerjev nacionalnih bank in predsednik.
ECB se nahaja v Frankfurtu.
Trenutni predsednik je Mario Draghi.

### Računsko sodišče
Glavni članek: Računsko sodišče
Evropsko računsko sodišče kljub svojemu imenu nima izključne pristojnosti. Zagotavlja, da se sredstva iz proračuna Unije pravilno razporejajo. Izdaja letna poročila in jih poda Svetu in Parlamentu. Parlament se na podlagi tega odloči, če bo potrdil izvajanje proračuna s strani Komisije. Sodišče izda tudi mnenja in predloge za finančno zakonodajo in za ukrepe za boj proti goljufijam.
Računsko sodišče je bilo ustanovljen leta 1975 kot neodvisna institucija zaradi problematike goljufij v Evropski uniji. Sestavljajo ga en član iz vsake članice, ki ga Svet imenuje vsakih šest let. Eden od njih je na vsaka tri leta izvoljen za predsednika sodišča. Trenutni predsednik je  Vítor Manuel da Silva Caldeira.